# Danilo D'Ambrosio
Danilo D'Ambrosio (Napoli, 9 settembre 1988) è un calciatore italiano, difensore svincolato.

## Biografia
Ha un fratello gemello monozigote, Dario, anch'egli calciatore di ruolo difensore: entrambi sono cresciuti a Caivano (Napoli).
Il 31 maggio 2016 si è sposato con Enza De Cristofaro, dalla quale ha avuto due figli, Leonardo e Ludovico.

## Caratteristiche tecniche
È un difensore duttile, in grado di muoversi sia come laterale su entrambe le fasce (prevalentemente a destra) che da centrale. Le capacità fisiche ne permettono inoltre l'utilizzo da esterno di centrocampo, mentre la tendenza all'inserimento offensivo e le doti nel gioco aereo lo portano spesso a trovare la via del gol.

## Carriera

### Club

#### Gli esordi
Comincia a giocare nella Salernitana. Nel 2005, a causa del fallimento della società campana, si ritrova svincolato sul mercato, e, nonostante l'interesse prestigioso del Chelsea, decide di trasferirsi alla Fiorentina insieme al fratello Dario. I viola lo inseriscono nella formazione Primavera fino al 2007, quando viene integrato in prima squadra. L'8 gennaio 2008 viene ceduto in comproprietà al Potenza in C1, con cui esordisce il 20 gennaio in Potenza-Juve Stabia (2-1); in totale collezionerà 10 presenze in stagione.

#### Juve Stabia
L'11 luglio proprio la Juve Stabia lo acquisisce in comproprietà. Con le vespe esordisce il 31 agosto in Taranto-Juve Stabia (1-2) e disputa un'ottima stagione da titolare, ma che termina con la sconfitta contro il Lanciano ai play-out che costa alla squadra la retrocessione. A fine campionato viene riscattato alle buste. La stagione 2009-2010 la inizia da perno della fascia destra (inizialmente esterno alto nel 4-4-2 dell'allenatore Massimo Rastelli, viene spostato come terzino fisso durante la stagione) e va anche in rete il 6 settembre 2009 in Juve Stabia-Barletta (4-1).

#### Torino
Il 12 gennaio 2010 il Torino lo acquisisce in comproprietà. Esordisce in Serie B il 16 gennaio in Torino-Grosseto (4-1) conquistandosi il posto da titolare e segnando anche un gol il 20 marzo in Modena-Torino (0-2). Grande protagonista della rimonta granata nel campionato 2009-2010, convince così i granata ad acquisire anche la seconda metà del suo cartellino durante il calciomercato estivo, battendo la concorrenza di numerosi club di Serie A.
La stagione successiva si conferma titolare fisso anche con il nuovo allenatore Franco Lerda e il 20 novembre 2010 segna la sua prima doppietta in carriera, nel match della 16ª giornata Torino-Modena (3-2). Saranno questi i suoi unici due gol nella stagione che si concluderà con un fallimentare 8º posto in classifica. Il 15 dicembre rinnova il suo contratto fino al 2014 ma la sua stagione, contraddistinta da prestazioni negative e terminata con il mancato raggiungimento dei playoff della squadra, ne fa oggetto di numerose critiche, che mettono in discussione la sua permanenza a Torino per la stagione successiva.
Il nuovo mister Gian Piero Ventura, invece, decide di puntare su di lui anche per la stagione 2011-2012, che vede il napoletano in concorrenza per il ruolo di terzino destro con Matteo Darmian. Il 1º novembre 2011 segna, con un colpo di testa, il gol decisivo nella vittoria esterna dei granata contro la Reggina, e va ancora a segno l'11 febbraio 2012, realizzando di testa il primo gol della vittoria casalinga contro la Nocerina. Il 15 maggio è autore del primo gol della vittoria interna per 3-0 contro il Sassuolo, e a fine stagione contribuisce, con 26 presenze e 3 reti, alla promozione in massima serie della squadra.
Il 26 agosto 2012 fa il suo debutto ufficiale in Serie A, entrando al 93' della gara esterna contro il Siena. Il 30 settembre 2012 segna il suo primo gol in Serie A nella partita vinta 5-1 in trasferta contro l'Atalanta. Al termine della stagione viene premiato dai lettori di Toro.it come Giocatore rivelazione dell'anno nell'ambito del Gran Galà Granata.

#### Inter

##### L'esordio e il ritorno in Champions League (2014-2019)

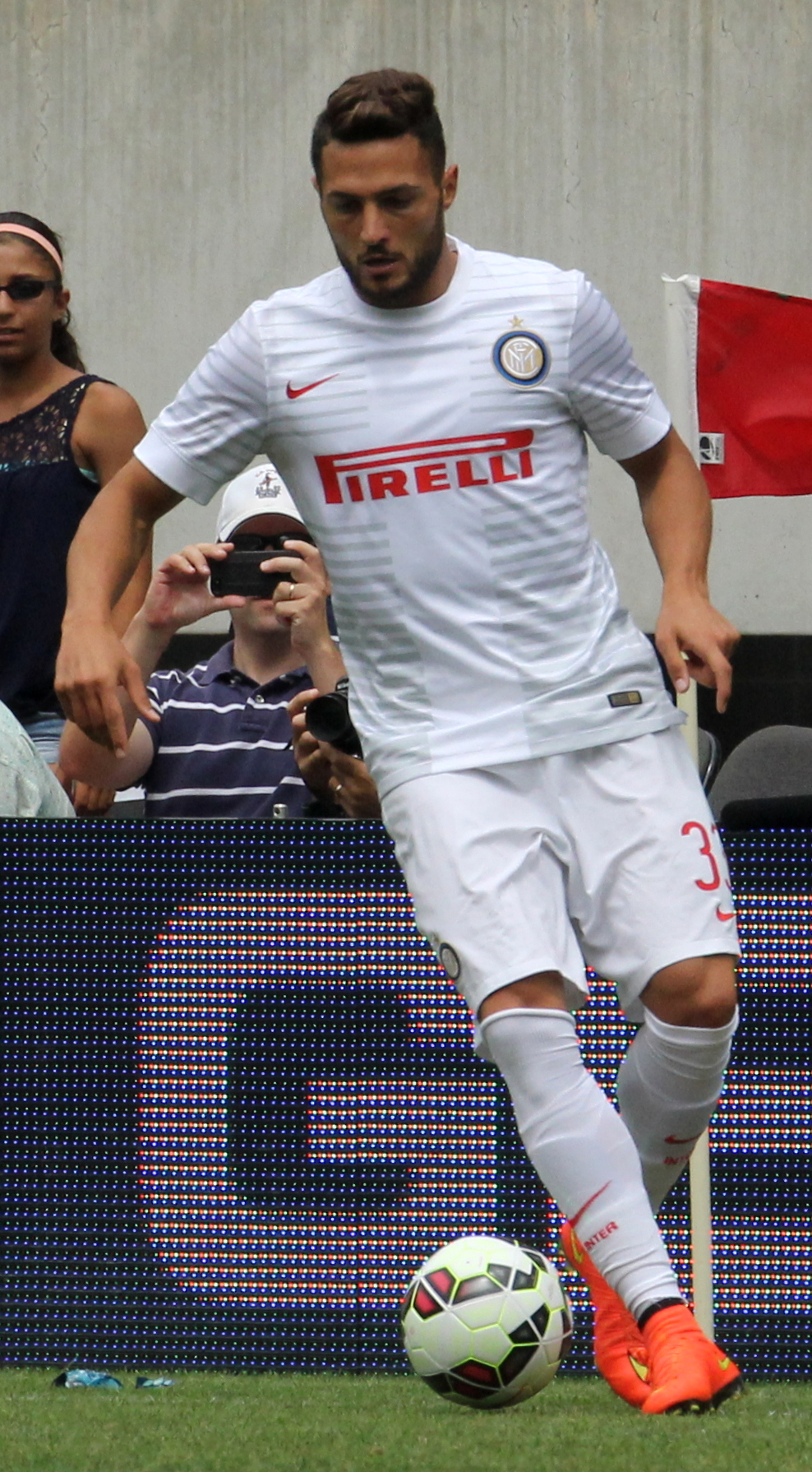
D'Ambrosio in un'amichevole estiva con l'Inter nel 2014.

Il 30 gennaio 2014 viene ufficializzato il suo trasferimento a titolo definitivo all'Inter, con cui si accorda sino al 30 giugno 2018; nell'ambito della stessa operazione, il centravanti nerazzurro Matteo Colombi passa al Torino in prestito con un'opzione per l'apertura di una compartecipazione. Tre giorni dopo, in occasione della sconfitta nel Derby d'Italia contro la Juventus allo Stadium, fa il suo esordio con i meneghini, subentrando a Jonathan al tredicesimo minuto della ripresa. Il 15 marzo seguente, nel successo esterno sull'Hellas Verona, disputa la sua prima gara da titolare con la nuova maglia. Divenuto rapidamente un titolare fisso, conclude la stagione con 26 presenze complessive tra Torino e Inter – delle quali 11 con i nerazzurri – nonché con un bottino di due reti e altrettanti assist conseguito con la maglia granata.

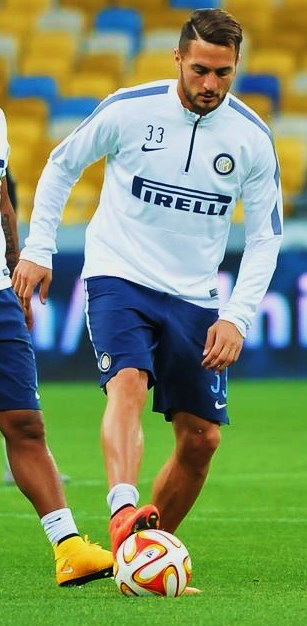
D'Ambrosio in allenamento con la maglia dell'Inter nel 2014.

Il 20 agosto successivo bagna il suo esordio nelle coppe europee, realizzando la rete del definitivo 3-0 nella trasferta contro gli islandesi dello Stjarnan nei play-off di UEFA Europa League; nella fase a gironi della medesima manifestazione, il difensore è autore di altre due marcature, rispettivamente contro Dnipro e Qarabag. Conclude la sua prima stagione completa con l'Inter collezionando 32 presenze, 3 reti e 3 assist. Il 20 febbraio 2016 realizza un rete nella vittoria per 3-1 contro la Sampdoria, facendo segnare una particolare statistica: infatti, l'ultimo calciatore italiano a segnare per i nerazzurri era stato Andrea Ranocchia, nel dicembre 2014. Il 12 marzo decide la gara interna contro il Bologna (2-1), nella quale fornisce anche un assist. Il 3 e il 9 aprile realizza due reti consecutive nelle gare contro Sampdoria e Crotone, che tuttavia risultano vane per la conquista dei tre punti.
Il 25 novembre 2017, in occasione della partita con il Cagliari, taglia il traguardo delle cento presenze con la squadra milanese. Nell'ultimo incontro della stagione 2017-18, invece, è autore del gol del temporaneo 1-1 contro la Lazio: l'Inter vincerà per 3-2, conquistando così l'accesso diretto alla successiva Champions League, dopo sei anni. Nella stagione successiva fa il suo esordio in Champions League, nella vittoria esterna contro il PSV Eindhoven (1-2). In questa stagione, inoltre, risulta essere ancora decisivo per la conquista del quarto posto dei nerazzurri compiendo salvataggi sulla linea di rilevante importanza prima nel derby di Milano vinto dall'Inter per 2-3 e poi contro l'Empoli nella vittoria per 2-1 all'ultima giornata (quest'ultima gara decisiva proprio per la qualificazione alla Champions League 2019-20). Termina questa stagione con un bottino di 2 reti e 6 assist in 38 gare giocate.

##### Le finali europee e i trofei nazionali (2019-2023)
L'anno successivo trova meno spazio a causa di problemi fisici (seppur giocando sia da esterno che da centrale nella difesa a 3 del mister Antonio Conte), ma, oltre realizzare un rete che decide la gara contro la Lazio del 25 settembre 2019, raggiunge quota 200 presenze con i nerazzuri in occasione del successo per 0-4 contro la SPAL del 16 luglio 2020. Termina la stagione con 4 reti in 22 partite, record per lui in Serie A; delle sue marcature vanno segnalate anche quelle nei successi contro Napoli (2-0) e Atalanta (0-2), segnando in quest'ultima sfida dopo appena 50 secondi. Titolare nel percorso che porta la squadra in finale di Europa League, il 17 agosto firma il secondo gol nel successo per 5-0 contro lo Šachtar in semifinale. Termina l'annata nella finale di Colonia del 21 agosto, nella quale l'Inter viene sconfitta per 3-2 dal Siviglia.
Nella stagione seguente è relegato ad un ruolo da comprimario, pur realizzando 3 gol, ma può festeggiare la vittoria del suo primo campionato italiano con l'Inter, nonché del suo primo trofeo da professionista. In scadenza di contratto a fine stagione, il 28 giugno 2021 rinnova per un altro anno. Il 12 gennaio 2022, pur non giocando, vince il suo secondo trofeo con l'Inter, la Supercoppa italiana, battendo per 2-1 la Juventus dopo i tempi supplementari. Quattro giorni dopo, in occasione di Atalanta-Inter (0-0), raggiunge le 200 presenze in campionato con i nerazzurri. L'8 marzo seguente, nella gara di ritorno degli ottavi di Champions League contro il Liverpool, disputa la sua 250ª presenza in tutte le competizioni con la maglia dell'Inter. L'11 maggio vince il suo terzo trofeo in nerazzurro, la Coppa Italia, giocando da titolare nella finale vinta ancora contro la Juventus per 4-2 dopo i tempi supplementari.
All'inizio della stagione seguente, il 7 settembre 2022, nella sconfitta interna contro il Bayern Monaco (0-2), gioca la prima partita di Champions League da capitano. L'8 ottobre seguente, nella vittoria esterna contro il Sassuolo (2-1), gioca invece la sua prima partita da capitano in campionato. Il 18 gennaio 2023, pur senza scendere in campo, vince il suo quarto trofeo con l'Inter, la Supercoppa italiana, con i nerazzurri che battono il Milan per 3-0. Il 24 maggio conquista la sua seconda Coppa Italia consecutiva, la nona della storia per il club nerazzurro, grazie alla vittoria per 2-1 in finale contro la Fiorentina. Il 10 giugno gioca da subentrato nella finale di Champions League, persa per 1-0 contro il Manchester City. A fine stagione lascia l'Inter alla scadenza naturale del contratto, avendo collezionato 284 partite e 21 reti in tutte le competizioni.

#### Monza
Il 2 agosto 2023 firma un contratto annuale con opzione di rinnovo con il Monza. Il successivo 13 agosto, nell'esordio ufficiale in Coppa Italia segna subito il primo gol con i brianzoli, siglando il momentaneo vantaggio contro la Reggiana, nella partita persa poi per 2-1.
Lascia il Monza al termine della stagione 2024-2025, alla scadenza naturale del proprio contratto.

### Nazionale
Nel 2004 ha fatto parte dell'Under-16 (5 presenze e 2 reti) e dell'Under-17.
L'11 agosto 2010 ha esordito con l'Under-21 nell'amichevole pareggiata 2-2 contro la Danimarca Under-21. Ha giocato due gare delle qualificazioni all'Europeo di categoria, contro Bosnia ed Erzegovina Under-21 e Galles Under-21.
Il 18 marzo 2017 riceve la sua prima chiamata in nazionale maggiore dal tecnico Gian Piero Ventura (che lo aveva in passato allenato al Torino) per la partita delle qualificazioni ai Mondiali 2018 contro l'Albania e l'amichevole contro i Paesi Bassi, in cui debutta. Convocato da Roberto Mancini per le partite di qualificazione agli Europei del 2020, viene impiegato da titolare contro la Grecia il 12 ottobre 2019, rimediando un infortunio ma giocando tutti i 90 minuti.

## Statistiche

### Presenze e reti nei club
Statistiche aggiornate al 18 maggio 2025.
| Stagione           | Squadra            | Campionato         | Campionato | Campionato | Coppe nazionali | Coppe nazionali | Coppe nazionali | Coppe continentali | Coppe continentali | Coppe continentali | Altre coppe | Altre coppe | Altre coppe | Totale | Totale |
| Stagione           | Squadra            | Comp               | Pres       | Reti       | Comp            | Pres            | Reti            | Comp               | Pres               | Reti               | Comp        | Pres        | Reti        | Pres   | Reti   |
| ------------------ | ------------------ | ------------------ | ---------- | ---------- | --------------- | --------------- | --------------- | ------------------ | ------------------ | ------------------ | ----------- | ----------- | ----------- | ------ | ------ |
| 2007-gen. 2008     | Fiorentina         | A                  | 0          | 0          | CI              | 0               | 0               | CU                 | 0                  | 0                  | -           | -           | -           | 0      | 0      |
| gen.-giu. 2008     | Potenza            | C1                 | 10         | 0          | CI-C            | -               | -               | -                  | -                  | -                  | -           | -           | -           | 10     | 0      |
| 2008-2009          | Juve Stabia        | 1D                 | 30+1       | 1+1        | CI-LP           | 3               | 0               | -                  | -                  | -                  | -           | -           | -           | 34     | 2      |
| 2009-gen. 2010     | Juve Stabia        | 2D                 | 17         | 1          | CI-LP           | 3               | 0               | -                  | -                  | -                  | -           | -           | -           | 20     | 1      |
| Totale Juve Stabia | Totale Juve Stabia | Totale Juve Stabia | 47+1       | 2+1        |                 | 6               | 0               |                    | -                  | -                  |             | -           | -           | 54     | 3      |
| gen.-giu. 2010     | Torino             | B                  | 19+3       | 1          | CI              | -               | -               | -                  | -                  | -                  | -           | -           | -           | 22     | 1      |
| 2010-2011          | Torino             | B                  | 30         | 2          | CI              | 1               | 0               | -                  | -                  | -                  | -           | -           | -           | 31     | 2      |
| 2011-2012          | Torino             | B                  | 26         | 3          | CI              | 1               | 0               | -                  | -                  | -                  | -           | -           | -           | 27     | 3      |
| 2012-2013          | Torino             | A                  | 28         | 2          | CI              | 0               | 0               | -                  | -                  | -                  | -           | -           | -           | 28     | 2      |
| 2013-gen. 2014     | Torino             | A                  | 14         | 2          | CI              | 1               | 0               | -                  | -                  | -                  | -           | -           | -           | 15     | 2      |
| Totale Torino      | Totale Torino      | Totale Torino      | 117+3      | 10         |                 | 3               | 0               |                    | -                  | -                  |             | -           | -           | 123    | 10     |
| gen.-giu. 2014     | Inter              | A                  | 11         | 0          | CI              | -               | -               | -                  | -                  | -                  | -           | -           | -           | 11     | 0      |
| 2014-2015          | Inter              | A                  | 23         | 0          | CI              | 1               | 0               | UEL                | 8                  | 3                  | -           | -           | -           | 32     | 3      |
| 2015-2016          | Inter              | A                  | 20         | 2          | CI              | 3               | 0               | -                  | -                  | -                  | -           | -           | -           | 23     | 2      |
| 2016-2017          | Inter              | A                  | 32         | 3          | CI              | 2               | 0               | UEL                | 5                  | 0                  | -           | -           | -           | 39     | 3      |
| 2017-2018          | Inter              | A                  | 34         | 2          | CI              | 0               | 0               | -                  | -                  | -                  | -           | -           | -           | 34     | 2      |
| 2018-2019          | Inter              | A                  | 30         | 2          | CI              | 1               | 0               | UCL+UEL            | 4+3                | 0                  | -           | -           | -           | 38     | 2      |
| 2019-2020          | Inter              | A                  | 22         | 4          | CI              | 1               | 0               | UCL+UEL            | 3+6                | 0+1                | -           | -           | -           | 32     | 5      |
| 2020-2021          | Inter              | A                  | 19         | 3          | CI              | 0               | 0               | UCL                | 5                  | 0                  | -           | -           | -           | 24     | 3      |
| 2021-2022          | Inter              | A                  | 20         | 1          | CI              | 4               | 0               | UCL                | 3                  | 0                  | SI          | 0           | 0           | 27     | 1      |
| 2022-2023          | Inter              | A                  | 15         | 0          | CI              | 3               | 0               | UCL                | 6                  | 0                  | SI          | 0           | 0           | 24     | 0      |
| Totale Inter       | Totale Inter       | Totale Inter       | 226        | 17         |                 | 15              | 0               |                    | 43                 | 4                  |             | 0           | 0           | 284    | 21     |
| 2023-2024          | Monza              | A                  | 24         | 0          | CI              | 1               | 1               | -                  | -                  | -                  | -           | -           | -           | 25     | 1      |
| 2024-2025          | Monza              | A                  | 20         | 0          | CI              | 2               | 0               | -                  | -                  | -                  | -           | -           | -           | 22     | 0      |
| Totale Monza       | Totale Monza       | Totale Monza       | 44         | 0          |                 | 3               | 1               |                    | -                  | -                  |             | -           | -           | 47     | 1      |
| Totale carriera    | Totale carriera    | Totale carriera    | 448        | 30         |                 | 27              | 1               |                    | 43                 | 4                  |             | 0           | 0           | 518    | 35     |

### Cronologia presenze e reti in nazionale
| Cronologia completa delle presenze e delle reti in nazionale ― Italia | Cronologia completa delle presenze e delle reti in nazionale ― Italia | Cronologia completa delle presenze e delle reti in nazionale ― Italia | Cronologia completa delle presenze e delle reti in nazionale ― Italia | Cronologia completa delle presenze e delle reti in nazionale ― Italia | Cronologia completa delle presenze e delle reti in nazionale ― Italia | Cronologia completa delle presenze e delle reti in nazionale ― Italia | Cronologia completa delle presenze e delle reti in nazionale ― Italia |
| Data                                                                  | Città                                                                 | In casa                                                               | Risultato                                                             | Ospiti                                                                | Competizione                                                          | Reti                                                                  | Note                                                                  |
| --------------------------------------------------------------------- | --------------------------------------------------------------------- | --------------------------------------------------------------------- | --------------------------------------------------------------------- | --------------------------------------------------------------------- | --------------------------------------------------------------------- | --------------------------------------------------------------------- | --------------------------------------------------------------------- |
| 28-3-2017                                                             | Amsterdam                                                             | Paesi Bassi                                                           | 1 – 2                                                                 | Italia                                                                | Amichevole                                                            | -                                                                     | 89’                                                                   |
| 1-6-2018                                                              | Nizza                                                                 | Francia                                                               | 3 – 1                                                                 | Italia                                                                | Amichevole                                                            | -                                                                     | 74’                                                                   |
| 12-10-2019                                                            | Roma                                                                  | Italia                                                                | 2 – 0                                                                 | Grecia                                                                | Qual. Euro 2020                                                       | -                                                                     |                                                                       |
| 7-9-2020                                                              | Amsterdam                                                             | Paesi Bassi                                                           | 0 – 1                                                                 | Italia                                                                | UEFA Nations League 2020-2021 - 1º turno                              | -                                                                     | 23’                                                                   |
| 14-10-2020                                                            | Bergamo                                                               | Italia                                                                | 1 – 1                                                                 | Paesi Bassi                                                           | UEFA Nations League 2020-2021 - 1º turno                              | -                                                                     | 80’                                                                   |
| 11-11-2020                                                            | Firenze                                                               | Italia                                                                | 4 – 0                                                                 | Estonia                                                               | Amichevole                                                            | -                                                                     | 19’ 79’                                                               |
| Totale                                                                |                                                                       | Presenze                                                              | 6                                                                     |                                                                       | Reti                                                                  | 0                                                                     |                                                                       |

| Cronologia completa delle presenze e delle reti in nazionale ― Italia under 21 | Cronologia completa delle presenze e delle reti in nazionale ― Italia under 21 | Cronologia completa delle presenze e delle reti in nazionale ― Italia under 21 | Cronologia completa delle presenze e delle reti in nazionale ― Italia under 21 | Cronologia completa delle presenze e delle reti in nazionale ― Italia under 21 | Cronologia completa delle presenze e delle reti in nazionale ― Italia under 21 | Cronologia completa delle presenze e delle reti in nazionale ― Italia under 21 | Cronologia completa delle presenze e delle reti in nazionale ― Italia under 21 |
| Data                                                                           | Città                                                                          | In casa                                                                        | Risultato                                                                      | Ospiti                                                                         | Competizione                                                                   | Reti                                                                           | Note                                                                           |
| ------------------------------------------------------------------------------ | ------------------------------------------------------------------------------ | ------------------------------------------------------------------------------ | ------------------------------------------------------------------------------ | ------------------------------------------------------------------------------ | ------------------------------------------------------------------------------ | ------------------------------------------------------------------------------ | ------------------------------------------------------------------------------ |
| 11-8-2010                                                                      | Viareggio                                                                      | Italia under 21                                                                | 2 – 2                                                                          | Danimarca under 21                                                             | Amichevole                                                                     | -                                                                              |                                                                                |
| 3-9-2010                                                                       | Sarajevo                                                                       | Bosnia ed Erzegovina under 21                                                  | 0 – 1                                                                          | Italia under 21                                                                | Qual. Europeo Under-21 2011                                                    | -                                                                              |                                                                                |
| 7-9-2010                                                                       | Pescara                                                                        | Italia under 21                                                                | 1 – 0                                                                          | Galles under 21                                                                | Qual. Europeo Under-21 2011                                                    | -                                                                              |                                                                                |
| Totale                                                                         |                                                                                | Presenze                                                                       | 3                                                                              |                                                                                | Reti                                                                           | 0                                                                              |                                                                                |

## Palmarès

### Club
- Campionato italiano: 1

Inter: 2020-2021
- Supercoppa italiana: 2

Inter: 2021, 2022
- Coppa Italia: 2

Inter: 2021-2022, 2022-2023